# Bataille du Golfe de Corinthe
Guerres arabo-byzantines
Batailles
- Mu'tah (629)
- Ajnadayn (634)
- Damas (634)
- Fahl (635)
- Yarmouk (636)
- Jérusalem (636-637)

- Héliopolis (640)
- Nikiou (646)

- Sufétula (647)
- Tahouda (683)
- Mammès (688)
- Carthage (698)
- Oued Nini (698)

- 1re Constantinople (674-678)
- Sébastopolis (692)
- Tyane (~708)
- 2e Constantinople (717-718)
- Andrinople (718)
- Nicée (727)
- Akroinon (740)

- Kamacha (766)
- Invasion de l'Asie Mineure (782)
- Kopidnadon (788)
- Krasos (804)
- Invasion de l'Asie Mineure (806)
- Anzen (838)
- Amorium (838)
- Mauropotamos (844)
- Poson (863)
- Bathys Ryax (872 ou 878)

- Syracuse (877-878)
- Stelai ou 1re Milazzo (880)
- 2e Milazzo (888)
- Taormine (902)
- Garigliano (915)
- Détroit (965)
- Georges Maniakès en Sicile (1038-1040)

- Phœnix de Lycie (655)
- Keramaia (746)
- Conquête musulmane de la Crête (années 820)
- Damiette (853)
- Raguse (866-868)
- Kardia (~872-873)
- Golfe de Corinthe (~873)
- Céphalonie (880)
- Chalcis (~883)
- Thessalonique (904)

- Portes ciliciennes (878)
- Campagnes de Jean Kourkouas (926-944)
- Marach (953)
- Raban (958)
- Andrassos (960)
- Campagnes de Nicéphore II Phocas (956-969)
- Chandax (960-961)
- Alexandrette (971)
- Campagnes de Jean Tzimiskès (~950-975)
- Gués de l'Oronte (994)
- Alep (994-995)
- Apamée (998)
- Campagnes de Basile II (979-999)
- Azâz (1030)

La bataille du Golfe de Corinthe est une bataille navale qui se déroule vers 873 entre les flottes de l'Empire byzantin et les musulmans de l'émirat de Crète, dans le golfe de Corinthe. Les Byzantins sont dirigés par Nicétas Oryphas, qui parvient à prendre par surprise ses adversaires, parvenant ainsi à remporter une victoire importante.

## Contexte
Selon le chroniqueur du Xe siècle Théophane Continué, dont les travaux sont réutilisés presque sans modification par Jean Skylitzès au XIe siècle, l'émir arabe de Crète Shu'ayb (« Saet » en grec, qui est le fils du fondateur de l'émirat Abu Hafs) envoie Photios, un renégat grec, lancer des raids d'importance contre l'Empire byzantin, au moment des premières années du règne de Basile Ier le Macédonien. Si, lors du premier raid, Photios parvient jusqu'aux environs de Constantinople, il est finalement vaincu par le drongaire de la flotte Nicétas Oryphas lors de la bataille de Kardia (vers 872-873),.
Avec les vestiges de sa flotte, Photios revient en Crète et, peu de temps après, probablement vers 873 (certains historiens situent cet événement vers 879), il lance une nouvelle expédition contre les côtes du Péloponnèse. De nouveau, c'est Nicétas Oryphas qui s'oppose à lui. Il bénéficie de vents favorables qui lui permettent d'arriver en quelques jours dans le port de Cenchrées, au nord-est du Péloponnèse. 

## Bataille
Là, il apprend que les musulmans se sont dirigés vers le sud et l'ouest, contournant le Péloponnèse et razziant Méthone, Pylos et Patras. De là, ils pénètrent dans le golfe de Corinthe pour piller les environs de l'ouest de Corinthe. La marine byzantine ne peut se lancer dans le contournement du Péloponnèse, qui prendrait trop de temps, ce qui permettrait à la marine ennemie de s'enfuir. Dès lors, selon les historiens byzantins, il décide de haler ses navires à travers l'isthme de Corinthe. Une fois cette opération effectuée, la marine byzantine peut s'attaquer aux navires musulmans qui sont complètement pris par surprise. De nombreux navires sont détruits par les Byzantins et un grand nombre de membres d'équipage périssent, parmi lesquels Photios. De nombreux autres sont capturés et torturés à mort, notamment pour les renégats chrétiens. 

## Historiographie
L'historien David Pettegrew a exprimé des doutes à propos de la véracité de ces événements, notamment envers l'opération de halage des navires byzantins à travers l'isthme. La dernière occurrence d'un tel exploit remonte au Ier siècle av. J.-C., quand le diolkos est encore en état. Or, le portage d'une flotte entière sur cette bande de terre fait figure d'exploit remarquable, même durant l'Antiquité avec l'aide du diolkos. Plus encore, il apparaît difficile de le mener à bien en suffisamment peu de temps pour surprendre une flotte ancrée près de Corinthe. Selon Pettegrew, l'opération de halage d'Oryphas est un topos faisant référence aux exemples antiques, notamment l'action similaire menée par Philippe V de Macédoine lors de sa campagne contre les Illyriens en 217 avant Jésus-Christ.